# Chamanismo en Siberia

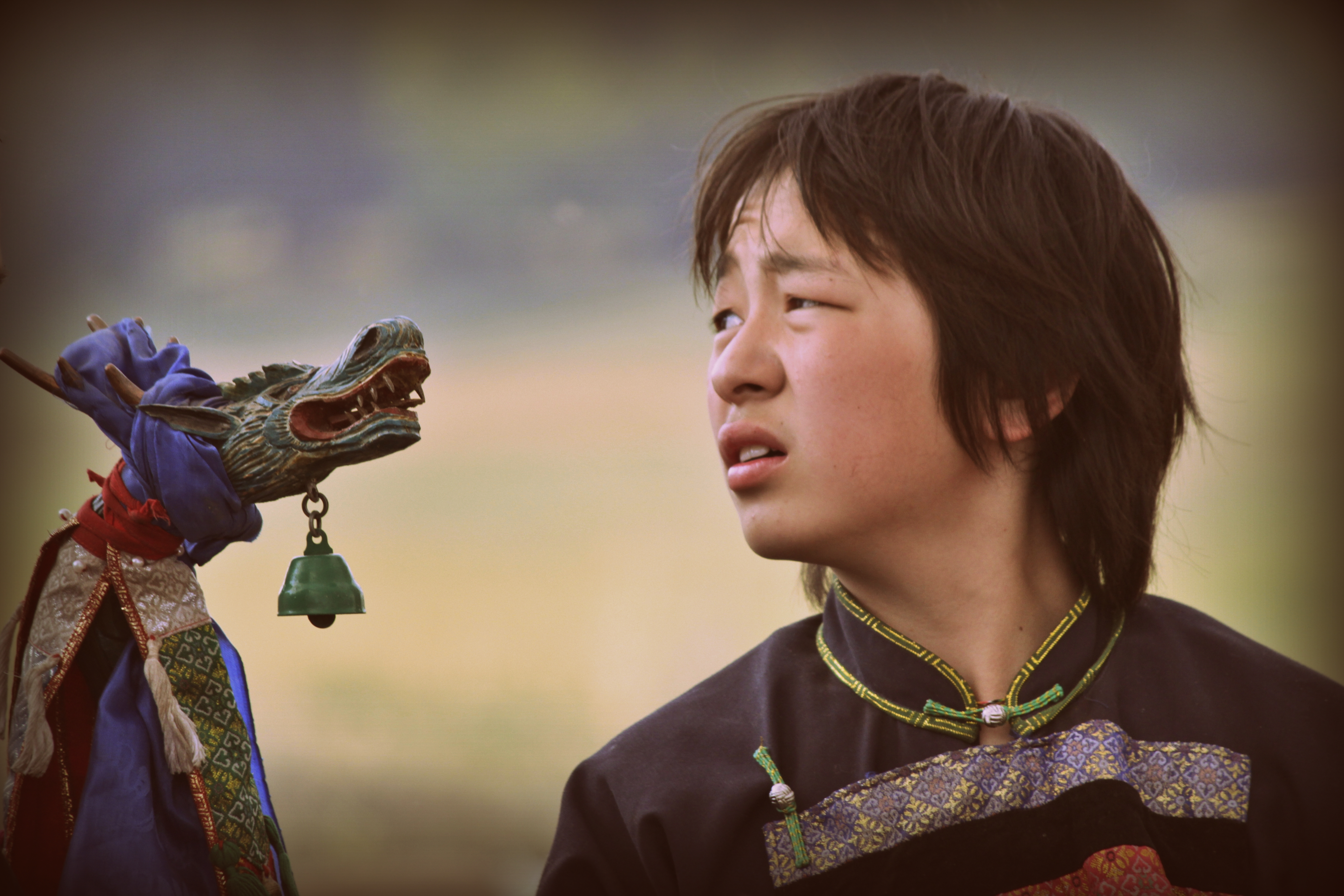
Un joven buriato en un ritual chamánico.

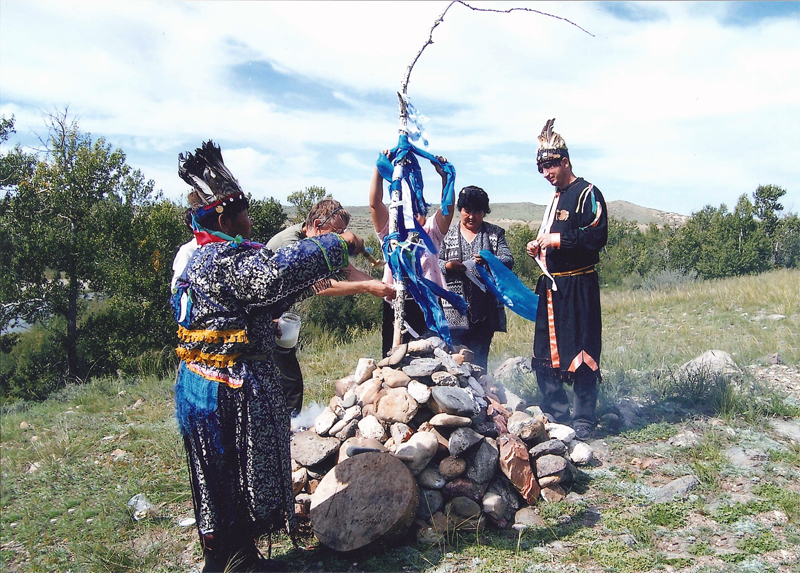
El chamán tuvano Tash-ool Buuevich Kunga consagrando un ovoo.

Una importante minoría de los habitantes de Asia del Norte, especialmente en Siberia, siguen el conjunto de prácticas religiosas y culturales conocido como chamanismo.  Algunos investigadores consideran la región de Siberia como la cuna del chamanismo.
Los habitantes de Siberia se dividen en varios grupos étnicos, muchos de los cuales continúan practicando el chamanismo en la actualidad. Muchos etnógrafos clásicos creyeron encontrar en los pueblos siberianos las raíces de la idea de chamanismo, pues la región posee una amplia variedad de culturas, prácticas y creencias que caen bajo esta categoría.

## Términos para «chamán» y «mujer chamán» en distintas lenguas de Siberia
- «Chamán»: saman (lenguas nedigal, nanái, ulcha y orok), sama (lengua manchú). La variante /šaman/ (pronunciado «shaman») se encuentra en la lengua evenki, de donde pasó al ruso.
- «Chamán»: alman, olman, wolmen[4] (lengua yukaghir).
- «Chamán»: [qam] (lenguas tártara, shor y oirate), [xam] (lenguas tuvana y tofalar).
- La palabra buriata para «chamán» es бөө (böö) [bøː], del mongol antiguo böge.[5]
- «Mujer chamán»:  [iduɣan], AFI: [udaɣan] (lengua yakuta), udagan (buriato), udugan (evenki, lamut), odogan (nedigal). Otras variantes que pueden encontrarse en varias lenguas siberianas incluyen utagan, ubakan, utygan, utügun, iduan y duana. Todas ellas están basadas en el nombre mongol de Etügen, la diosa del hogar, y Etügen Eke, la «Madre Tierra». La antropóloga Maria Czaplicka señaló que los términos usados para denominar al chamán masculino en las lenguas siberianas tienen distintas raíces, mientras que los términos para denominar a las mujeres chamán proceden casi siempre de la misma raíz. Basándose en esto, propuso la teoría de que la práctica del chamanismo femenino fue establecida antes que el chamanismo masculino, de modo que «los chamanes originarios fueron mujeres».[6]

## Viajes espirituales
Los chamanes siberianos realizaban viajes espirituales (representaciones de sus sueños mágicos en los que rescataban el alma del paciente) en sus rituales de curación, como pueden encontrarse entre los pueblos oroch, Altái y nganasan.

## Canciones y música

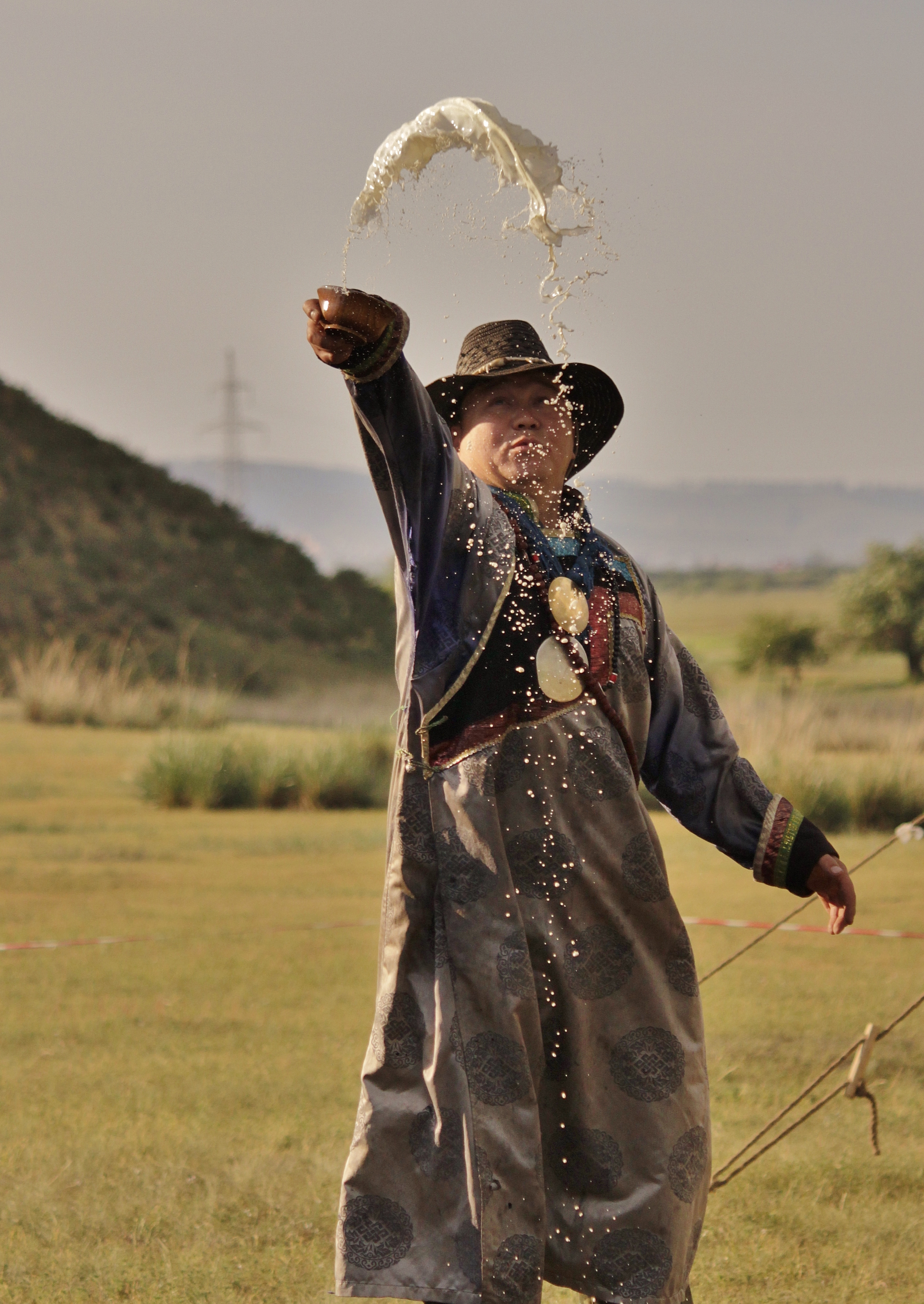
Un chamán buriato realizando una libación.

Las prácticas chamánicas son muy diversas, incluso si nos ceñimos al territorio de Siberia. En algunas culturas, la música o las canciones empleadas en la práctica chamánica imitan sonidos naturales, a veces mediante la onomatopeya.
Esta práctica puede observarse entre los noaides de los pueblos sami. A pesar de que los sami no habitan en Siberia, muchas de sus creencias y prácticas chamánicas eran similares a las de algunas culturas siberianas. El canto yoik de los sami era frecuentemente empleado en ritos chamánicos. Recientemente, el yoik se canta en dos estilos diferentes: uno de estos es cantado solo por personas jóvenes, mientras que el estilo tradicional, más parecido a un murmullo, recuerda a la recitación de un hechizo o encantamiento. Algunos yoiks tratan de imitar sonidos naturales, en claro contraste con el estilo del bel canto, que más bien intenta desarrollar el potencial de la voz para alcanzar un sonido casi «sobrehumano».
La intención de imitar sonidos naturales también está presente en algunas culturas siberianas, por ejemplo en ciertas canciones chamánicas, o mediante el empleo del canto difónico.
- En un canto chamánico del pueblo soyot se imita el sonido de las aves y del lobo para representar a los espíritus guía del chamán.[13]
- En las ceremonias chamánicas del pueblo nganasan, algunas mujeres imitaban el sonido de una cría de reno para obtener fertilidad.[14] En 1931, A. Popov presenció al chamán nganasan Dyukhade Kosterkin imitar el sonido de un oso polar, animal en el que, de acuerdo con la creencia, se habría transformado.[15]

La mímesis fonética no se encuentra solo en las culturas siberianas ni está necesariamente ligada a las prácticas o creencias chamánicas. El canto de garganta inuit, realizado por mujeres, es un ejemplo de música inuit que emplea el canto difónico, y, en algunos casos, la imitación de sonidos naturales (sobre todo de animales, por ejemplo gansos). Dicha imitación de sonidos naturales también puede tener fines prácticos, por ejemplo como reclamo durante la caza.

## Grupos lingüísticos

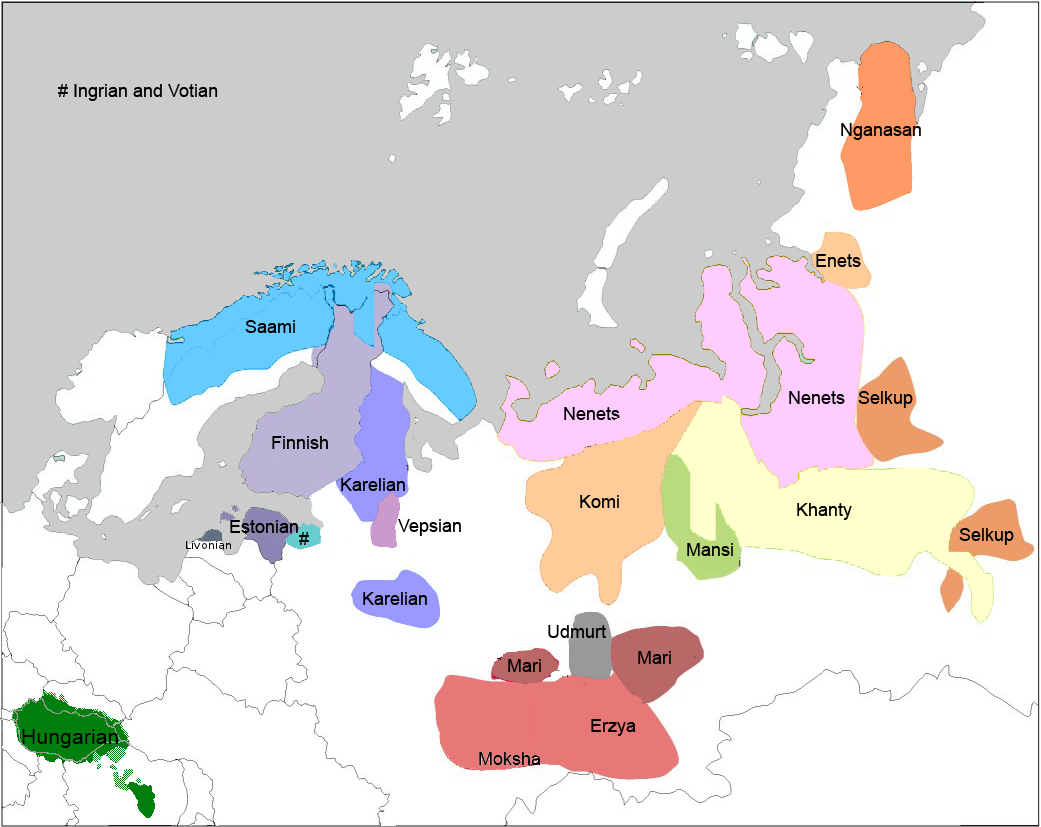
Lenguas urálicas. Algunos estudiosos creen que la lengua yukaghir pertenece a la familia urálica.

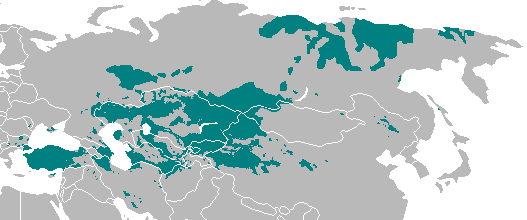
Lenguas túrquicas, incluyendo también a los yakutos de Siberia del Norte (a excepción de los dolganos) y áreas del sur de Siberia y de Asia Central.

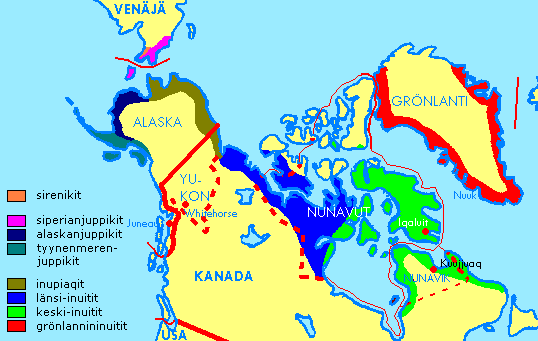
Lengua esquimal, rama de la familia lingüística esquimo-aleutiana.

### Pueblos urálicos
Las lenguas urálicas conforman una unidad genealógica y una familia lingüística, pero no todos los pueblos urálicos habitan en Siberia ni practican el chamanismo. Las poblaciones más grandes, los húngaros y los fineses, viven fuera de Siberia y son mayoritariamente cristianos. Por otra parte, los pueblos sami mantuvieron sus prácticas chamánicas hasta el siglo XVIII a pesar de vivir en Europa, mientras que otros pueblos urálicos (como los húngaros, fineses y maris) conservan solo algunos vestigios del chamanismo primitivo. La mayoría de los pueblos urálicos viven fuera de Siberia, aunque algunos eran originarios de la región y en algún momento emigraron a sus lugares de residencia actuales. La ubicación original de los pueblos proto-urálicos, así como su extensión, están aun en disputa. Algunas investigaciones combinando la lingüística con la fitogeografía (la distribución de varias especies arbóreas y la presencia de sus nombres en diversas lenguas urálicas) sugieren que esta área se encontraba entre los ríos Kama y Viatka, en la parte occidental de los Urales.

#### Pueblos samoyedos
El chamanismo ha seguido vivo incluso en tiempos modernos entre varios pueblos samoyedos, especialmente aquellos que vivieron aislados hasta tiempos recientes, como los nganasan. Había diferentes tipos de chamanes entre los nenets, los enets y los selkup. Por ejemplo, el chamán nganasan utilizaba tres tocados distintos según la situación: uno para el mundo superior, otro para el inframundo y otro para asistir a los nacimientos.
Los pueblos enet, nenet y nganasan hablan lenguas samoyedas septentrionales y viven en el norte de Siberia, aunque algunos nenets también se encuentran en partes europeas. Los selkup, que viven más al sur, son los únicos que todavía hablan una lengua samoyeda meridional a día de hoy. Algunos habitantes de los montes Sayanes hablaban también otras lenguas samoyedas, pero estas acabaron extinguiéndose a causa de un proceso de sustitución lingüística.

#### Nenets
Entre los nenets existían diversos tipos de chamanes: unos para contactar con el mundo superior, otros para contactar con el inframundo y otros para contactar con los muertos.

#### Nganasan
Debido al aislamiento de los nganasan, el chamanismo siguió practicándose en estos pueblos incluso a comienzos del siglo XX. Las últimas ceremonias chamánicas nganasan llegaron a ser grabadas en vídeo en los años 70 de dicho siglo.

Una de las ceremonias practicadas por los chamanes era el rito de limpieza de la tienda o carpa, celebrado tras la noche polar, que incluía sacrificios.

#### Samoyedos sayanes
Algunos pueblos de los montes Sayanes hablaron, en algún momento de su historia, lenguas samoyedas meridionales. La mayor parte padeció un proceso de sustitución lingüística a principios y mediados del siglo XIX, adoptando el lenguaje de los vecinos pueblos túrquicos. El idioma kamasiano sobrevivió durante más tiempo: en 1914, todavía existían catorce personas mayores que lo hablaban. A finales del siglo XX, algunos mayores todavía tenían un conocimiento pasivo o fragmentario de la lengua, pero ya resultaba imposible recabar datos científicamente fiables sobre ella. Hoy la lengua kamasiana se considera extinta.
El chamanismo sobrevivió aún más tiempo entre los pueblos samoyedos de los montes Sayanes, si se consideran los karagas como un pueblo samoyedo (aunque tal consideración ha sido discutida: la cuestión de sus orígenes puede ser más compleja). Diószegi Vilmos, a finales de los años 50 del siglo XX, logró grabar algunos relatos folclóricos de estos pueblos, e incluso habló personalmente con chamanes ya retirados, grabando sus historias personales, canciones y algunos de sus instrumentos rituales.
Una pregunta interesante es si su tipo de chamanismo fue adoptado a partir de las prácticas de sus vecinos túrquicos o si posee rasgos étnicos distintivos de origen propiamente samoyedo.
- Algunos estudios comparativos sugieren que, de hecho, hubo diversas influencias. El chamanismo de los karagas tuvo influencias buriatas y jakasio-túrquicas.[33] Entre las culturas soyot, los grupos centrales, que viven del ganado y los caballos, muestran rasgos propios de los mongoles khalkha en sus prácticas chamánicas.[34][35] Uno de sus cuentos chamánicos narra en forma de mito los contactos entre los soyot y los pueblos jakasios.[36]
- Los karagas y los soyot orientales, pueblos de montaña dedicados a la cría de renos, tienen muchos aspectos en común respecto a su cultura y sus prácticas chamánicas.[37][38] Ambas culturas poseen rasgos étnicos propios (por ejemplo, ciertas peculiaridades de sus tambores chamánicos frente a los demás), cosa que no ocurre con los pueblos túrquicos circundantes.[39] Otra característica compartida por estas dos culturas, que podría ser de origen samoyedo, es que el tocado, el vestido y las botas de los chamanes están decorados con imágenes que representan órganos y huesos humanos, y en el caso del tocado, un rostro humano.[40][41] Además, una canción ceremonial del chamán karagas Kokuyev contenía la expresión «mi vestido de chamán con siete vértebras».[42] Hoppál interpreta los motivos del atuendo chamánico de los karagas como símbolos del renacimiento del chamán, y algo parecido puede verse también en la ornamentación de hierro en forma de esqueleto propia de los vestidos chamánicos del pueblo ket, aunque también podría simbolizar los huesos del colimbo, el animal-guía del chamán.[43][44][45] Los atuendos con motivos o forma de esqueletos también solían simbolizar el renacimiento del chamán en otras culturas siberianas.[46]

#### Húngaros
A lo largo del cuarto milenio antes de Cristo, los antepasados de los magiares emigraron desde su tierra natal proto-urálica en Siberia hasta la llanura panónica, región que incluye la actual Hungría. Hoy, los húngaros ya no practican el chamanismo, pero algunos elementos de este siguen presentes en su folclore. Estudios comparativos revelan que algunos motivos empleados en los relatos orales, fragmentos de canciones y refranes conservan aspectos del antiguo sistema de creencias. El etnógrafo húngaro Diószegi Vilmos, en un intento por probar que existían vestigios del chamanismo en el folclore húngaro, comparó los registros etnográficos de los húngaros y los pueblos circundantes, así como obras sobre varias tradiciones chamánicas siberianas. Mihály Hoppál continuó el trabajo de Diószegi Vilmos comparando las creencias chamánicas de los pueblos urálicos con las de varios pueblos siberianos no urálicos.
Aunque el folclore úgrico (que incluye el húngaro) preserva aun muchos rasgos de carácter chamánico, el chamanismo era ya una práctica moribunda entre los pueblos janty y mansi en la década de 1930. A pesar de que el chamanismo todavía se mantiene en muchos pueblos indígenas, entre los pueblos úgricos solo es ampliamente practicado por los janty.

### Ket

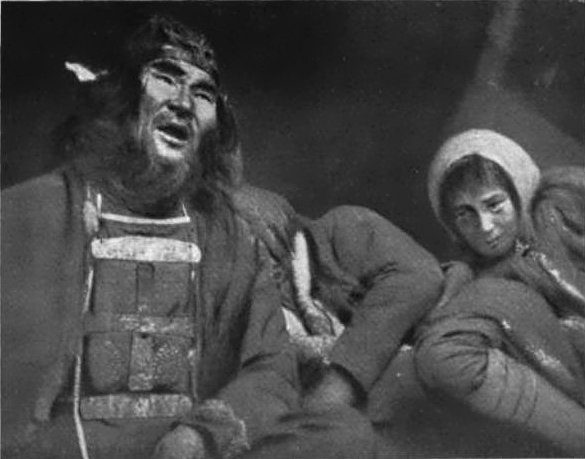
Chamán ket, 1914.

La cultura tradicional de los ket fue investigada por Matthias Castrén, Vasily Ivanovich Anuchin, Kai Donner, Hans Findeisen y Yevgeniya Alekseyevna, entre otros. Entre los ket, el chamanismo se siguió practicando hasta la década de 1930, pero en los años 60 ya casi no podían encontrarse genuinos chamanes. Su tipo de chamanismo compartía ciertas características con el de los pueblos mongoles y túrquicos. Había varios tipos de chamanes, diferenciados según su función (ritos sacros, curaciones), según su poder y según sus animales asociados (ciervo, oso). Entre los ket, al igual que en el caso de otros pueblos siberianos (como los karagas), existe un simbolismo relacionado con los huesos y los esqueletos, que Hoppál interpreta como símbolos de renacimiento del chamán. No obstante, como se apuntaba antes, también podrían simbolizar los huesos del colimbo, el animal-guía del chamán, que une el mundo del aire y el mundo subacuático, al igual que el chamán viaja tanto por los cielos como por los mundos inferiores.

### Pueblos túrquicos
Los pueblos túrquicos se extienden por un vasto territorio y son bastante diferentes entre sí. En algunos casos, el chamanismo ha sido en gran medida amalgamado con el Islam, y en otros con el budismo, pero también sobreviven tradiciones chamánicas primitivas entre los tártaros de Siberia, los tuvanos y los tofalar.
Los turcos altaicos pueden estar relacionados con sus vecinos úgricos, samoyedas, ket o mongoles. Pueden encontrarse restos etnográficos de este pasado común en los actuales habitantes turcoparlantes del macizo de Altái: por ejemplo, algunos de ellos celebran ritos de fertilidad centrados en el erotismo y el simbolismo fálico, que pueden compararse con ritos similares entre los pueblos obi-ugrios.

### Pueblos tunguses

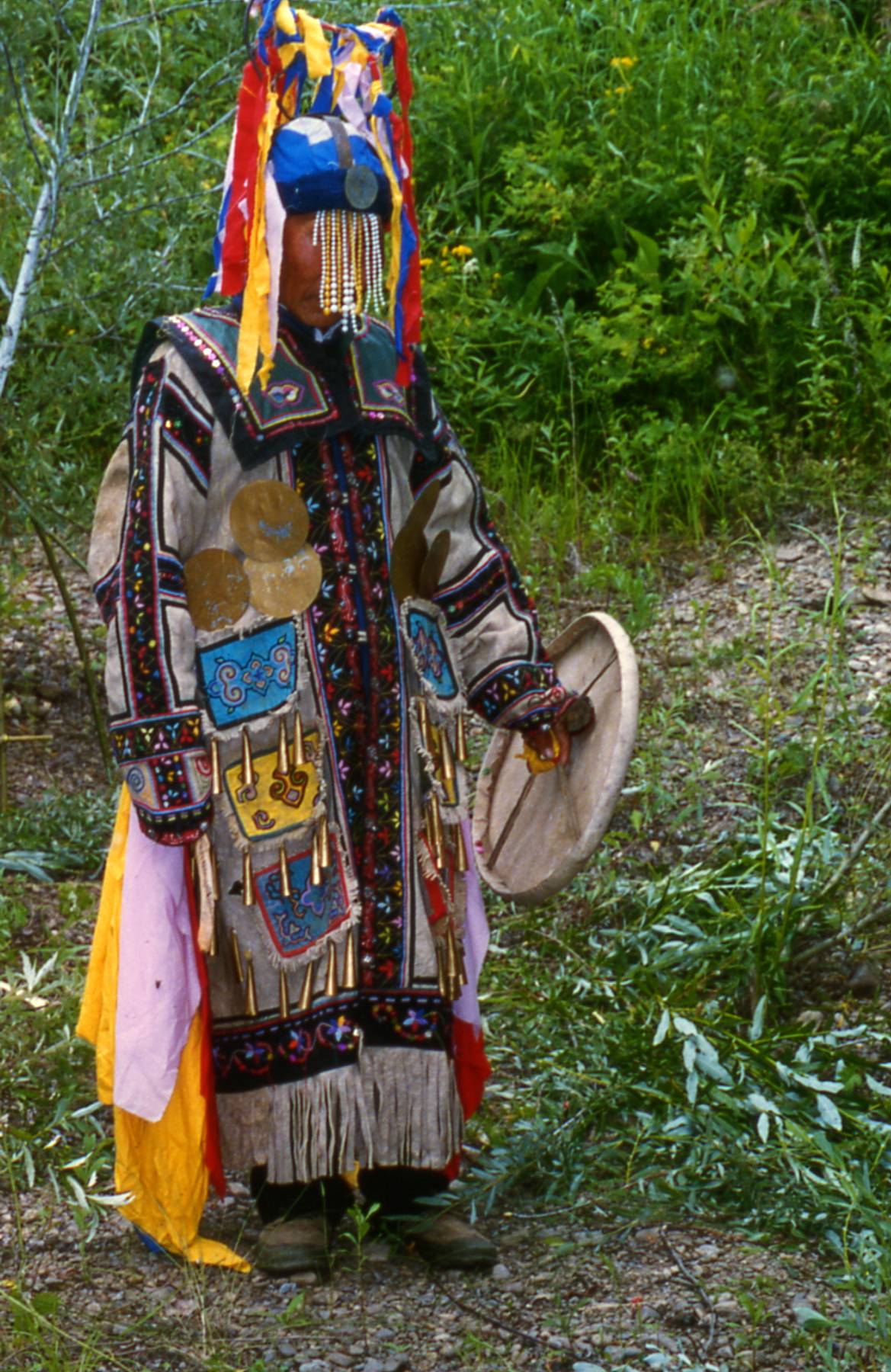
Chuonnasuan (1927–2000), el último chamán del pueblo oroqen, fotografiado por Richard Noll en julio de 1994 en Manchuria, cerca de la frontera formada por el río Amur entre China y Rusia (Siberia). El chamanismo oroqen se encuentra ya extinto.

Entre los pueblos tunguses de Siberia la práctica del chamanismo está ampliamente extendida.
El cuento popular Nišan saman-i bithe, que narra la historia de la resurrección del hijo de un rico terrateniente por parte de una mujer chamán, forma parte del folclore de varios pueblos tunguses, entre ellos los manchúes, los evenki y los hezhen o nanái.

### Coriacos y chucotos
Lingüísticamente, los coriacos y los chucotos están estrechamente relacionados con los yupik. Se conoce la existencia de prácticas chamánicas entre los coriacos.

### Yupik

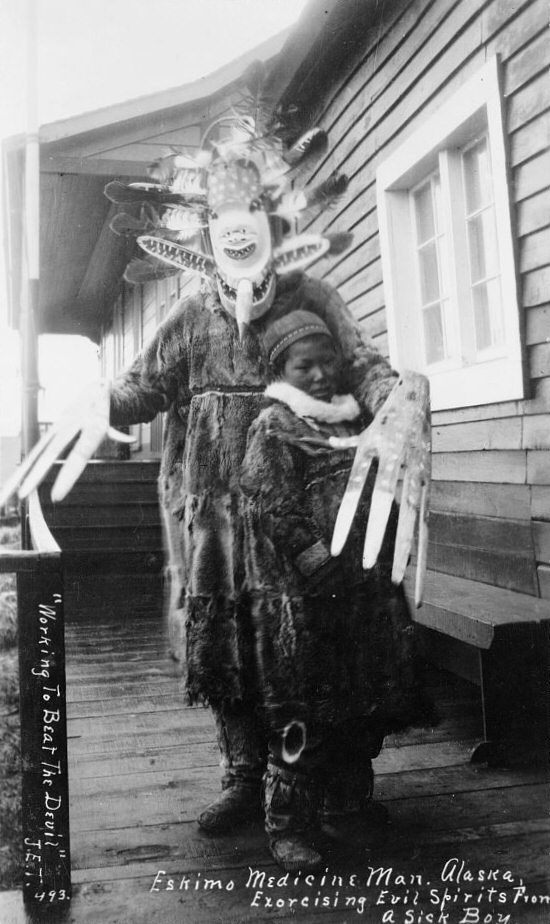
Un chamán yupik expulsando a los espíritus malvados de un niño enfermo en Nushagak, Alaska, en torno a 1890.

Los grupos yupik se extienden por un vasto territorio que va desde Siberia oriental hasta Alaska, el norte de Canadá (incluyendo la Península del Labrador) y Groenlandia.

Las prácticas chamánicas de los yupik difieren entre los distintos grupos. El concepto de alma, por ejemplo, varía entre las distintas culturas yupik. Por ejemplo, algunos grupos creían que a los niños se les debían asignar «nombres guardianes» heredados de algún familiar fallecido recientemente. Para algunos, esta creencia implicaba cierta forma de reencarnación. El chamanismo de los yupik también tendría una concepción dualista del alma (soul dualism), por la que el «alma libre» (por oposición al «alma corporal») del chamán podía volar hacia mundos celestes o subterráneos, contactando allí con seres mitológicos y negociando con ellos para poner fin a un mal determinado o para asegurar una caza exitosa. En caso de descubrir que la ira de estos seres había sido causada por la violación de algún tabú, el chamán pasaba a exigir a los miembros de la comunidad que se confesasen ante él.
En la mayoría de las culturas, la condición de chamán podía ser rehusada por el candidato: aunque la vocación al chamanismo podía venir a través de visiones y otro tipo de señales, en general requería también una decisión consciente.

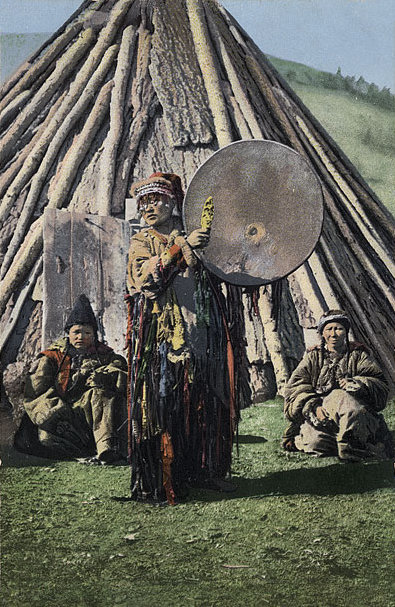
Una mujer chamán jakasia o kijí altaica a principios del. Su origen exacto no puede determinarse a partir de la imagen.

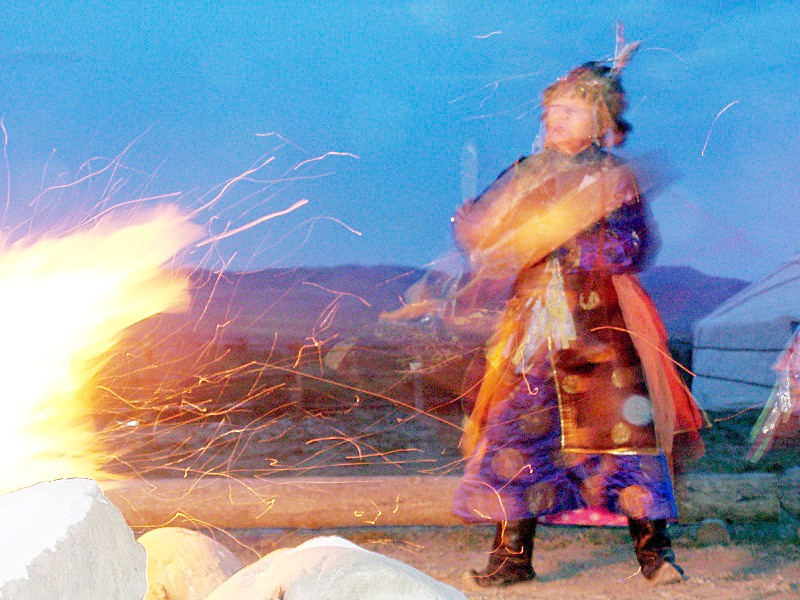
Un chamán guiando una ceremonia de fuego en Kyzyl, república de Tuvá, Rusia.